# NGC 799
NGC 799 je galaksija u zviježđu Kit.

## Vanjske poveznice
- SEDS: NGC 799